# Ziemomysl da Polónia
Ziemomislau da Polónia (em polonês/polaco: Siemomysł/Ziemomysł; 922 - 963) foi o terceiro duque pagão da Dinastia Piasta, senhor da tribo Polanos e tido como o fundador da Polónia, sendo o pai do histórico governante polaco Miecislau I.

## Biografia
Encontra-se referenciado por Galo Anônimo na sua obra: Gesta principum Polonorum De acordo com a Galo Anônimo, na sua obra histórica Ziemomislau deixou os vastos territórios das tribos dos Polanos, dos e goplanos e dos mazóvios ao seu filho Miecislau I, que os expandiu durante o seu reinado. De acordo com Henryk Łowmiański ele ajudou a tribo dos ucranos contra os germanos em 954.

## Relações familiares
Foi filho de Lestek, o segundo duque conhecido dos polanos, pai de:
1. Miecislau I (962 – 992) que teve várias esposas, destacando-se entre elas [2] com Dubravca da Boémia (n. 940/45 -. depois de 977), filha de Boleslau I da Boémia e de Adiva de Wessex e Oda de Haldensleben (c. 955/60 - 1023), filha de Teodorico de Haldensleben, Marquês da Marca do Norte,
2. Czcibor da Polónia (? - 24 de junho de 972),
3. Adelaide da Polónia casada com Miguel da Hungria (entre 945 e 972, Hungria -?[3][4]), príncipe da Hungria com origem na Casa de Árpád.